# ستاينر هانسون
ستاينر هانسون (بالنرويجية البوكمول: Steinar Hansson)‏ هو محرر وصحفي نرويجي، ولد في 31 مايو 1947 في أسكر في النرويج، وتوفي في 3 أغسطس 2004 بسبب سرطان.

## وصلات خارجية
- ستاينر هانسون على موقع IMDb (الإنجليزية)